# Rise Against

Sänger Tim McIlrath und Schlagzeuger Brandon Barnes im Jahr 2010 auf einem Open-Air-Konzert in Mainz

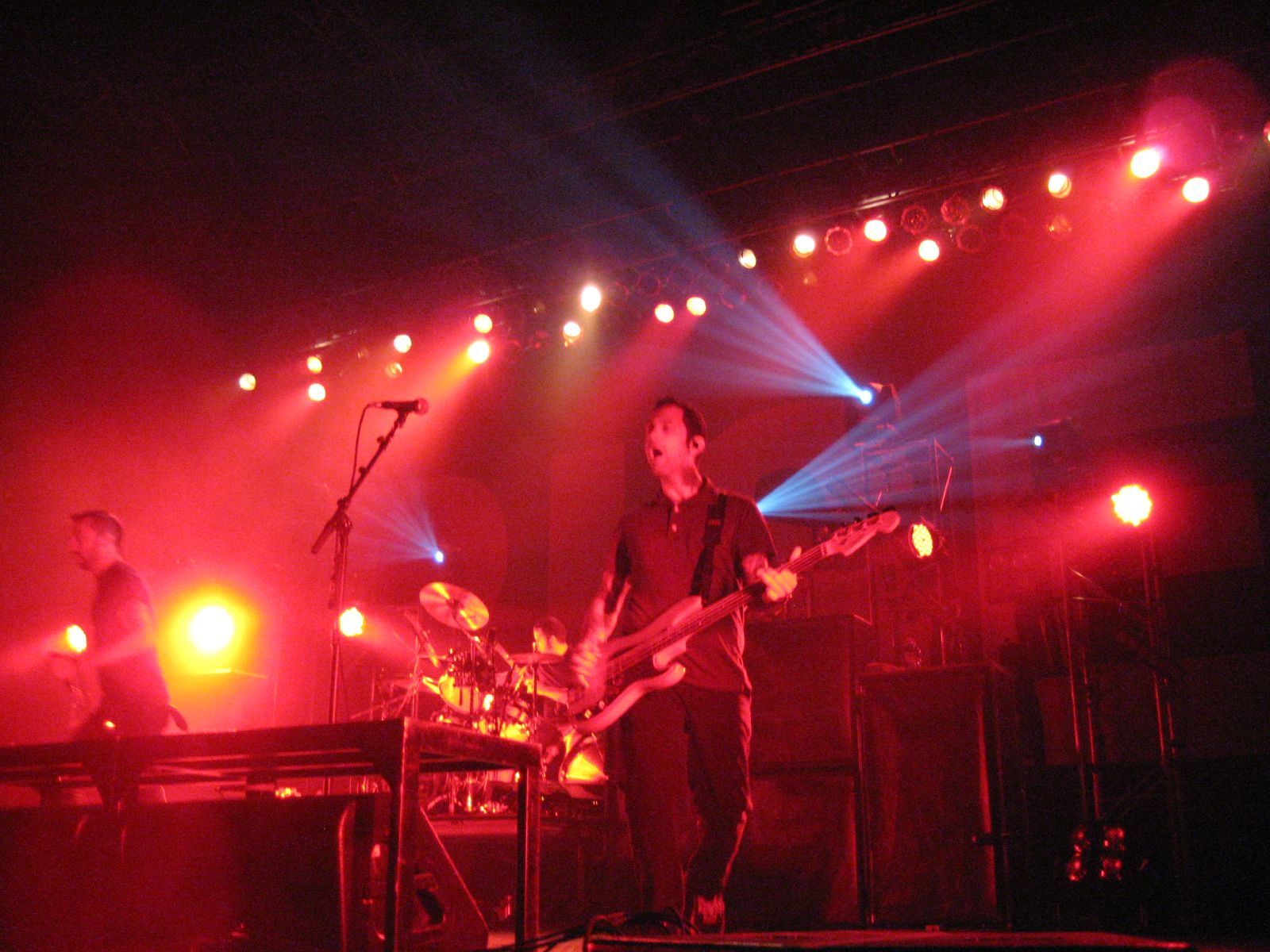
Rise Against auf einem Konzert in New York im Jahr 2008

Rise Against ist eine US-amerikanische Melodic-Hardcore-Band aus Chicago, Illinois. Die Gruppe ist bekannt für ihr politisches Engagement; viele Lieder haben weltanschauliche Themen als Inhalt. Insbesondere Tierrechte sind der Band wichtig: Zwei Mitglieder sind Vegetarier und zwei sind Veganer. Außerdem unterstützen sie die Organisationen PETA sowie Sea Shepherd.

## Geschichte
Die Band wurde 1999 unter dem Namen „Transistor Revolt“ von Tim McIlrath, Toni Tintari sowie Joe Principe und Dan „Mr. Precision“ Wlekinski gegründet. Im Jahr 2000 veröffentlichten sie eine selbst produzierte Demoaufnahme, die ebenfalls den Namen Transistor Revolt trug. Ein Jahr später unterschrieben sie dann bei Fat Wreck Chords, um dort ihre ersten beiden Alben, The Unraveling und Revolutions per Minute, zu veröffentlichen. Mr. Precision verließ Rise Against im Jahr 2001 und wurde durch Todd Mohney ersetzt. Später wechselten sie zu Dreamworks Records und spielten ihr drittes Album Siren Song of the Counter Culture ein. Allerdings wurde Dreamworks Records von der Universal Music Group übernommen und schließlich fanden sich Rise Against bei Geffen Records wieder, einer Tochtergesellschaft der Universal Music Group, bei der sie im August 2004 Siren Song of the Counter Culture veröffentlichten. Kurz nachdem Rise Against bei Geffen Records unterschrieben hatte, verließ Mohney die Band und Chris Chasse nahm seinen Platz ein, der wiederum Anfang 2007 von Zach Blair ersetzt wurde. Bei Fat Wreck Chords erschien im August 2005 ein überarbeitetes Re-Release von The Unraveling. Am 4. Juli 2006 erschien das Album The Sufferer & the Witness wiederum bei Geffen Records. Das fünfte Album ist wie die beiden Alben Revolutions Per Minute und The Sufferer & the Witness von Bill Stevenson (Black Flag, Descendents) und Jason Livermore aufgenommen und produziert worden. Es wurde am 10. Oktober 2008 unter dem Namen Appeal to Reason veröffentlicht. Laut Zach Blair hat die Band mit den Aufnahmen zum neuen Album im September 2010 begonnen. Das Album mit dem Namen Endgame ist am 11. März 2011 in Deutschland erschienen. Am 18. Januar 2011 gab es die Premiere der neuen Single Help is on the way. Am 14. Februar 2011 wurde auf der Plattform Soundcloud ein Teil der ersten Single Architects veröffentlicht, die seitdem auch verkauft wird. Am 21. Juni 2011 wurde das Musikvideo zum Song Make it Stop (Septembers Children) veröffentlicht, welches die Problematik des Suizids von Jugendlichen Ende September 2010 aufgrund von Mobbing aufgreift.
In der Folge vom 29. Februar 2012 hatte die Band bei TV total ihren ersten Fernsehauftritt weltweit. Entgegen der Ankündigung, dass die Band den Titel Satellite aus ihrem zu dem Zeitpunkt aktuellen Album Endgame spielen werde, trat Bandmitgründer Tim McIlrath – nach Angaben von Raab spontan – solo mit Swing Life Away auf.
Am 6. September 2013 veröffentlichte die Band über Interscope Records mit Long forgotten Songs: B-Sides & Covers 2000-2013 eine Sammlung von 26 Single-B-Seiten, Sampler-Beiträgen und Cover-Songs.
Am 4. Juni 2014 kündigte die Band via eines in Facebook veröffentlichten Videos ihr neues Album The Black Market an. Die Single I Don’t Wan’t To Be Here Anymore wurde am 10. Juni veröffentlicht. Am 11. Juli folgte das Album The Black Market.
Am 19. April 2017 veröffentlichte die Band auf Facebook und Twitter ein kurzes Video zur neuen Single The Violence. Am 20. April wurde mit der Veröffentlichung der Single das Album Wolves für den 9. Juni 2017 angekündigt.
Am 4. Juni 2021 veröffentlichte die Band ihr Studioalbum Nowhere Generation.
Als Vorboten eines neuen Albums veröffentlichte die Band am 23. Januar 2025 den Song Nod und am 3. April 2025 Prizefighter.

## Diskografie
Studioalben

| Jahr | Titel Musiklabel                                 | Höchstplatzierung, Gesamtwochen, AuszeichnungChartplatzierungen (Jahr, Titel, Musiklabel, Platzierungen, Wochen, Auszeichnungen, Anmerkungen) | Höchstplatzierung, Gesamtwochen, AuszeichnungChartplatzierungen (Jahr, Titel, Musiklabel, Platzierungen, Wochen, Auszeichnungen, Anmerkungen) | Höchstplatzierung, Gesamtwochen, AuszeichnungChartplatzierungen (Jahr, Titel, Musiklabel, Platzierungen, Wochen, Auszeichnungen, Anmerkungen) | Höchstplatzierung, Gesamtwochen, AuszeichnungChartplatzierungen (Jahr, Titel, Musiklabel, Platzierungen, Wochen, Auszeichnungen, Anmerkungen) | Höchstplatzierung, Gesamtwochen, AuszeichnungChartplatzierungen (Jahr, Titel, Musiklabel, Platzierungen, Wochen, Auszeichnungen, Anmerkungen) | Anmerkungen                                                 |
| Jahr | Titel Musiklabel                                 | DE | AT | CH | UK | US | Anmerkungen                                                 |
| ---- | ------------------------------------------------ | --- | --- | --- | --- | --- | ----------------------------------------------------------- |
| 2001 | The Unraveling Fat Wreck Chords                  | — | — | — | — | — | Erstveröffentlichung: 24. April 2001                        |
| 2003 | Revolutions per Minute Fat Wreck Chords          | — | — | — | — | — | Erstveröffentlichung: 8. April 2003                         |
| 2004 | Siren Song of the Counter Culture Geffen Records | DE— GoldDE | — | — | — | US136 Gold · (18 Wo.)US | Erstveröffentlichung: 10. August 2004 Verkäufe: + 700.000   |
| 2006 | The Sufferer & the Witness Geffen Records        | DE77 Gold · (1 Wo.)DE | AT75 (1 Wo.)AT | CH98 (1 Wo.)CH | UK— SilberUK | US10 Platin · (27 Wo.)US | Erstveröffentlichung: 4. Juli 2006 Verkäufe: + 1.260.000    |
| 2008 | Appeal to Reason DGC / Interscope Records        | DE21 Gold · (6 Wo.)DE | AT34 Platin · (3 Wo.)AT | CH44 (2 Wo.)CH | UK68 Silber · (1 Wo.)UK | US3 Platin · (62 Wo.)US | Erstveröffentlichung: 7. Oktober 2008 Verkäufe: + 1.262.500 |
| 2011 | Endgame DGC / Interscope Records                 | DE1 Platin · (16 Wo.)DE | AT3 Platin · (11 Wo.)AT | CH12 (5 Wo.)CH | UK27 (2 Wo.)UK | US2 (19 Wo.)US | Erstveröffentlichung: 15. März 2011 Verkäufe: + 295.000     |
| 2014 | The Black Market Interscope Records              | DE1 Gold · (11 Wo.)DE | AT3 (9 Wo.)AT | CH5 (7 Wo.)CH | UK13 (2 Wo.)UK | US3 (11 Wo.)US | Erstveröffentlichung: 15. Juli 2014 Verkäufe: + 140.000     |
| 2017 | Wolves Virgin Records                            | DE5 (13 Wo.)DE | AT5 (11 Wo.)AT | CH11 (4 Wo.)CH | UK38 (1 Wo.)UK | US9 (2 Wo.)US | Erstveröffentlichung: 9. Juni 2017                          |
| 2021 | Nowhere Generation Loma Vista                    | DE2 (8 Wo.)DE | AT3 (4 Wo.)AT | CH4 (2 Wo.)CH | UK19 (1 Wo.)UK | US39 (1 Wo.)US | Erstveröffentlichung: 4. Juni 2021                          |

## Galerie

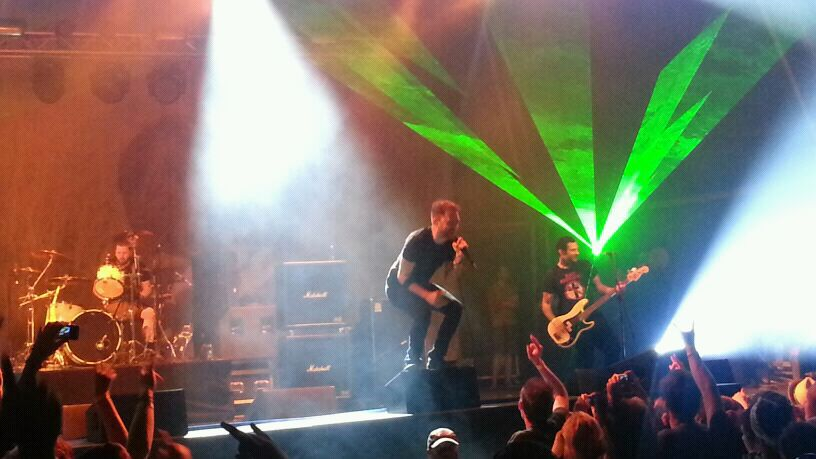
Rise Against 2013 in Südafrika
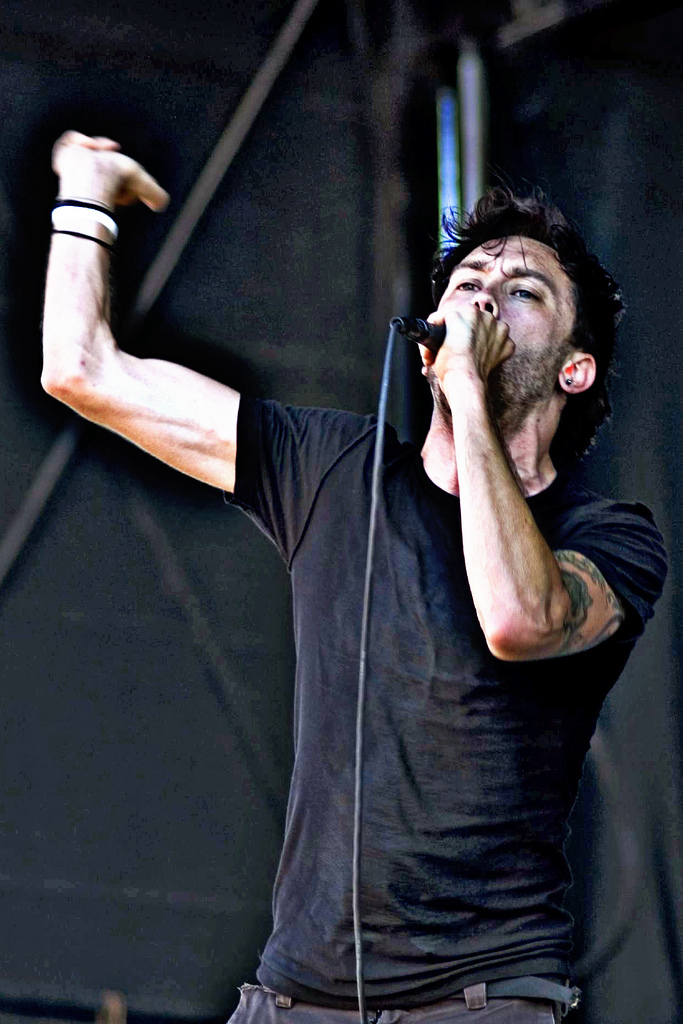
Sänger Tim McIlrath im Jahr 2006
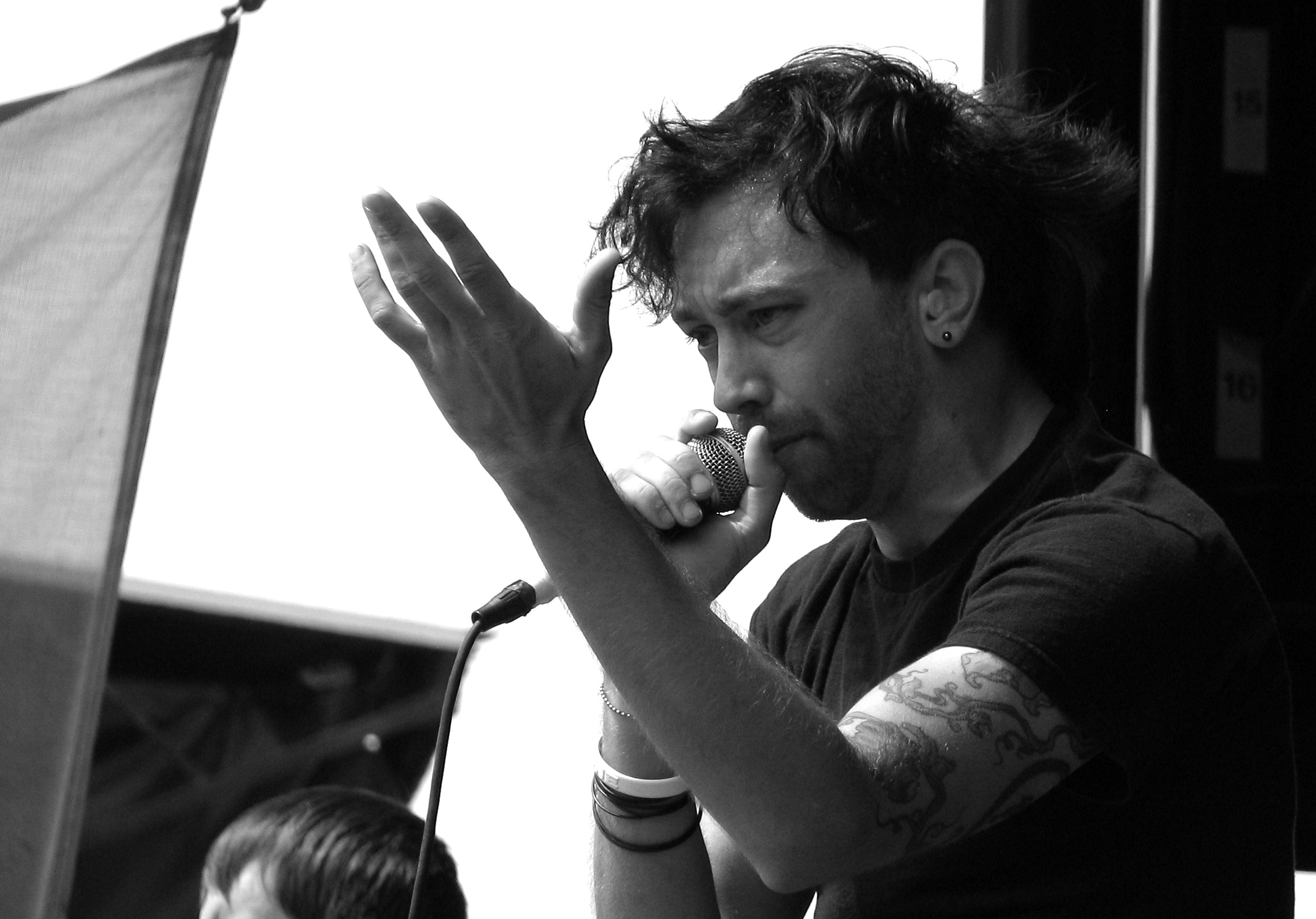
Tim McIlrath im Jahr 2006
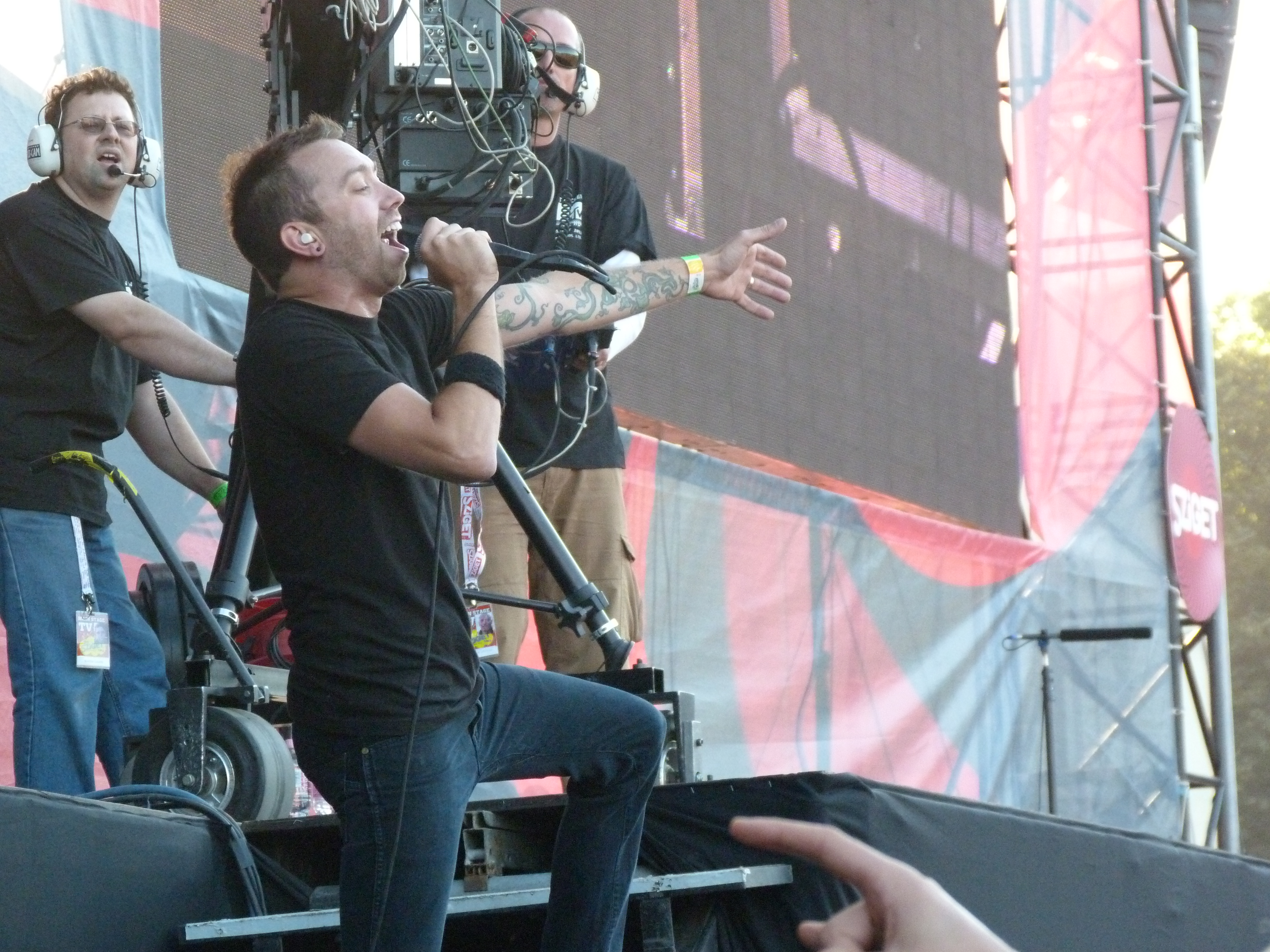
Tim McIlrath im Jahr 2011
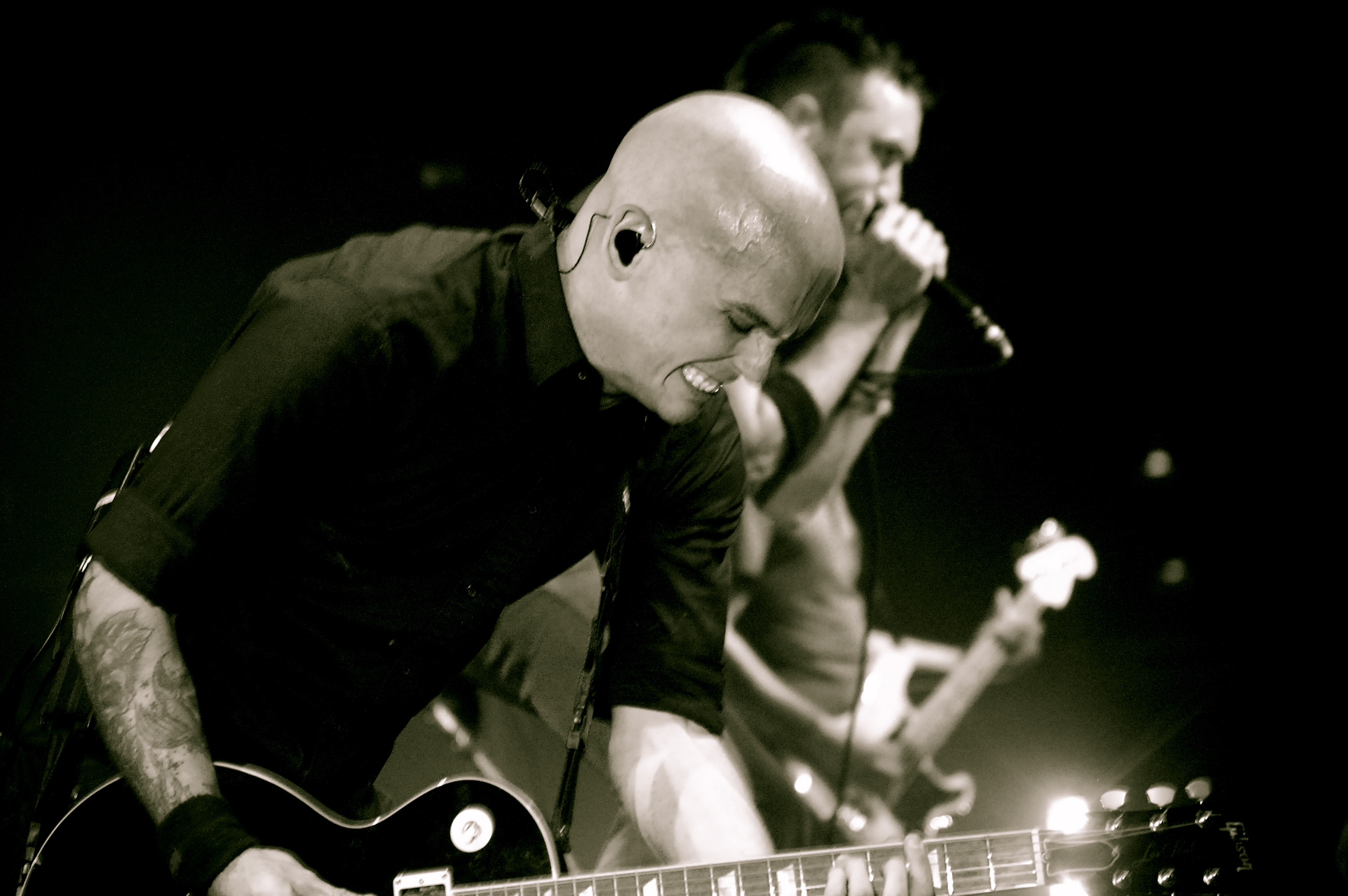
Gitarrist Zach Blair (vorne) und Sänger Tim McIlrath (hinten) im Jahr 2008
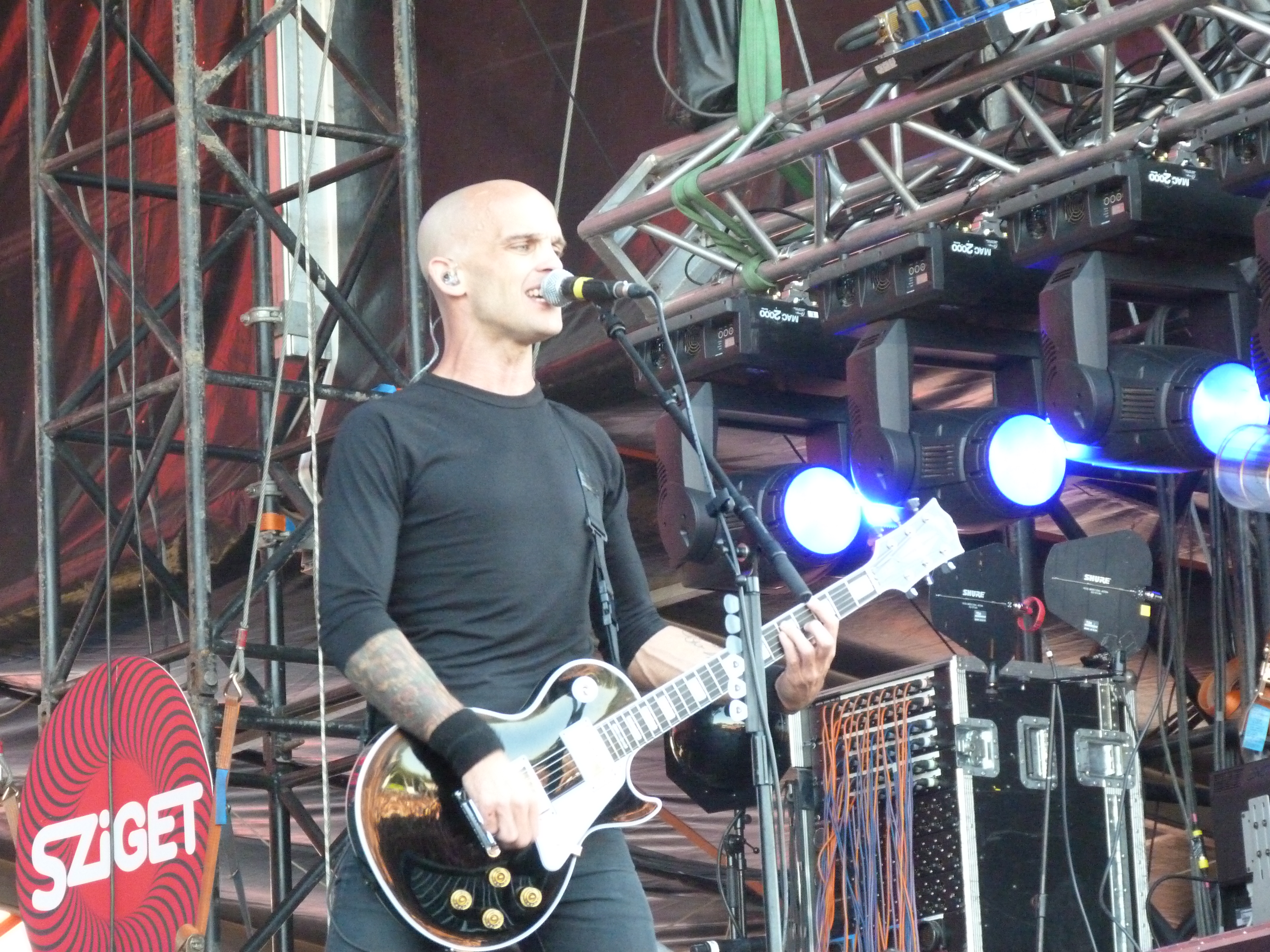
Gitarrist Zach Blair im Jahr 2011
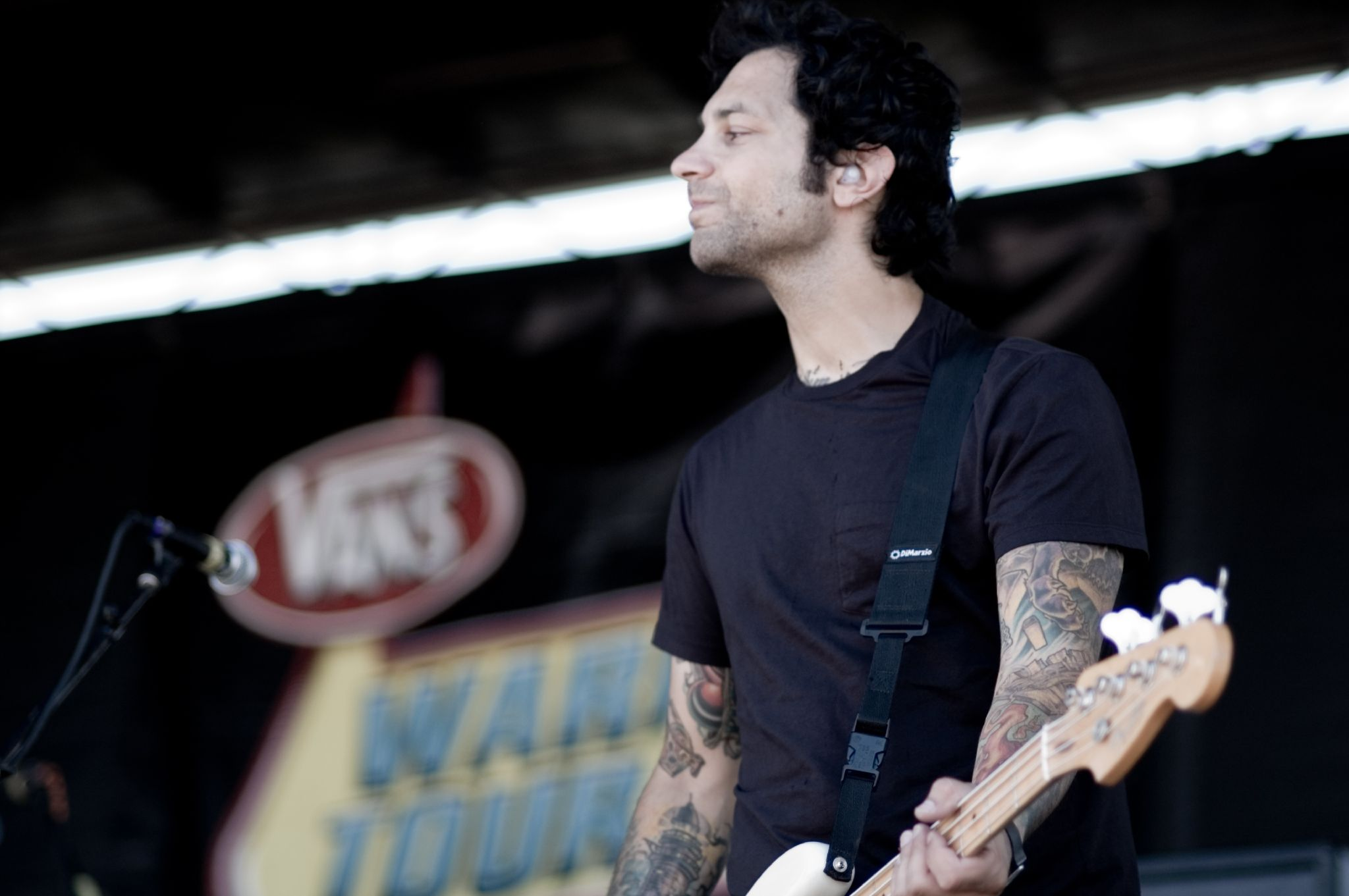
Bassist Joe Principe bei einem Auftritt auf der Warped Tour 2006